# 勞倫斯冰原島峰
84°50′S 67°2′W / 84.833°S 67.033°W
勞倫斯冰原島峰（英語：Lawrence Nunatak）是南極洲的冰原島峰，位於伊利沙伯女皇地，處於斯內克嶺以西6公里，屬於彭薩科拉山脈中帕圖克森特山脈的一部分，海拔高度1,540米，美國地質調查局根據測量和該國海軍的空中照片繪入地圖，現時由南極條約體系管理。